# Gilbert Parker

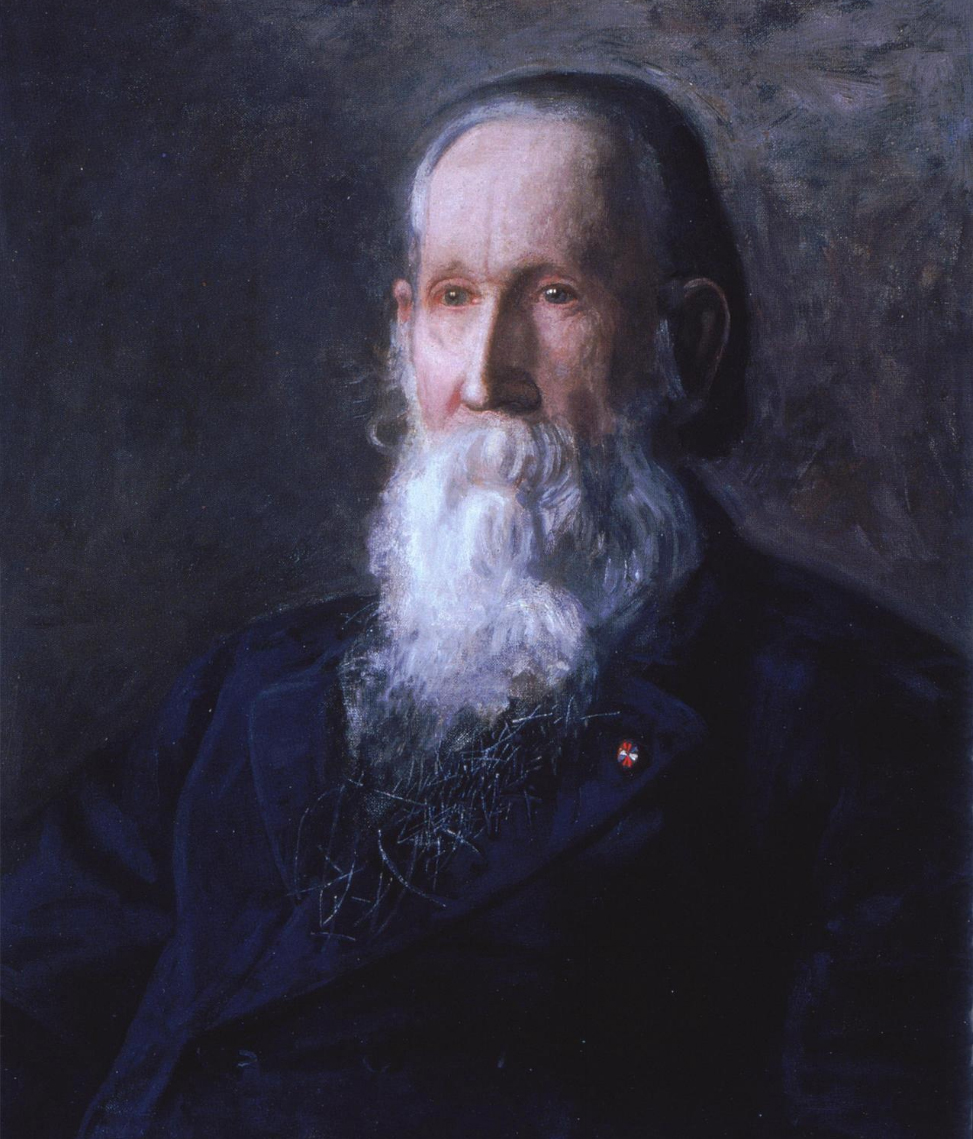
Gilbert Parker. Målning av Thomas Eakins.

Sir Horatio Gilbert George Parker. född 23 november 1862 i Camden East, Addington, Ontario, död 6 september 1932, känd som Gilbert Parker, var en kanadensisk romanförfattare och brittisk politiker. 
Parker utbildade sig vid University of Trinity College. Han startade sitt arbetsliv som lärare vid Ontario School för döva och stumma (i Belleville). Senare undervisade han vid Trinity College. 1886 reste han till Australien och var under en tid redaktör för Sydney Morning Herald. Han reste också flitigt i Europa, Asien, Egypten och senare i norra Kanada. Under tidigt 1890-tal började han få ett växande rykte som författare.
Pierre and his People (1892) följdes av Mrs. Falchion (1893), The Trail of the Sword (1894), When Valmond came to Pontiac (1895), An Adventurer of Icy North (1895), och The Seats of the Mighty (1896, dramatiserad 1897). The Seats of the Mighty är en historisk roman som skildrar den engelska erövringen av Québec med James Wolfe och Louis-Joseph de Montcalm som två av bokens karaktärer.  The Lane that had no Turning (1900) innehåller några av hans bästa verk. I The Battle of the Strong (1898) bryter han ny mark när han förlägger handlingen till Kanalöarna. Hans viktigare senare böcker är The Right of Way (1901), Donovan Pasha (1902), The Ladder of Swords (1904), The Weavers (1907), Northern Lights (1909) och The Judgment House  (1913). Parker skrev tre böcker som tog sig in på den årliga tio i topp-listan över bäst säljande böcker i USA, två av dem fanns med två år i rad.
1895 gifte han sig med Amy VanTine från New York, en välbärgad arvtagerska, dotter till Ashley VanTine. Han valdes in i brittiska underhuset för de Konservativa och satt kvar till 1918. 
Han adlades 1902 för sina bidrag till den kanadensiska litteraturen, och för att genom åren kontinuerligt ha stärkt sin position i partiet, speciellt genom sitt energiska arbete med bland annat tullreformen. Under första världskriget organiserade han den brittiska propaganda som var riktad mot USA. 21 juni 1915 blev han Baronet.   
26 september 1932 begravdes han i Belleville, Ontario. En av de som bar kistan var den dåvarande premiärministern i Kanada, Richard Bedford Bennett.

## Parkers roll i första världskrigets propaganda
Parker spelade en central och betydelsefull roll i den brittiska propagandan under första världskriget. På grund av sitt strategiska äktenskap med Amy VanTine, sitt rykte som författare och sin sociala status hos den amerikanska befolkningen hade han etablerat många vänskapsband med inflytande inom många olika områden. 2 september 1914, valdes Parker av Charles Masterman och den brittiska regeringen att leda avdelningen inom Wellington House som var ansvarig för propagandan gentemot USA. Det var en obetald uppgift och han hade ingen formell titel i den rollen. Hans mål var att övertyga amerikanerna om att biträda britternas linje i kriget. Han arbetade efter teorin att det brittiska målet inte kunde uppnås med "högljutt skrikande", utan måste i stället ske genom "lugna och anständiga uppvaktningar".  
Hans aktiviteter i början av första världskriget gick ut på att göra en lång analys av den amerikanska pressen och upprätta en adresslista baserad på Who’s Who. Hans adresslista bestod av 260 000 inflytelserika amerikaner men även bibliotek, universitet, klubbar och tidningar. Han sände propagandalitteratur som var skapat av Wellington House till de han sammanställt på listan, men i breven framgick endast hans eget namn, där nämndes aldrig Wellington House eller den brittiska regeringen. Med varje publikation han sände medföljde ett personligt brev där han framställde sig själv som en engelsk patriot som gjorde sin plikt. Hans mål var att få amerikanernas förtroende genom att framstå som vänlig och ärlig. Han använde en ton där han framstod som en anhängare av den brittiska linjen och hade en önskan att få internationell förståelse för denna linje, men även var öppen för synpunkter. Denna taktik övertygade många amerikaner att deras roll i kriget var viktig.    
Parker gav också ut en veckorapport till det brittiska kabinettet angående den amerikanska opinionen avseende kriget. En av hans assistenter läste sextio amerikanska tidningar per dag för att få en känsla för det amerikanska opinionsläget. Parker erbjöd nyheter till 555 amerikanska tidningar. Han arrangerade också så att viktiga brittiska personer blev intervjuade av amerikanska tidningar, till exempel premiärministern, Edward Grey, Henry James och lord Cromer.  
Parker fortsatte med sina propagandauppgifter fram till det året då USA gick med i kriget, 1917. I början av 1917, besökte han USA för att möta de amerikaner som han hade haft kontakt med. 3 februari 1917, höll president Woodrow Wilson ett tal under Parkers besök där han kapade de diplomatiska banden med Tyskland. USA hade nästan förklarat krig och Parker trodde att han hade lyckats med sina uppgifter. Senare samma dag, avgick han från sin position vid Wellington House. Han förklarade att hans avgång berodde på hälsoskäl.  
Alla av Wellington House aktiviteter hölls under sekretess. Detta ökade trovärdigheten på deras publikationer, eftersom de inte kunde spåras tillbaka till någon officiell källa. Parkers brev dolde sin förbindelse med den brittiska regeringen, och hans amerikanska kontakter insåg aldrig att de blev manipulerade.